# 揚克頓縣 (南達科他州)
揚克頓縣（英語：Yankton County）是美國南達科他州東南部的一個縣，南隔密蘇里河與內布拉斯加州相望。面積1,379平方公里。根據美國2000年人口普查，共有人口21,652人。縣治揚克頓（Yankton）。
成立於1862年，縣名紀念揚克頓族（蘇族的一支）。